# Hypatium splendidum
Hypatium splendidum är en skalbaggsart som beskrevs av Charles Joseph Gahan 1890. Hypatium splendidum ingår i släktet Hypatium och familjen långhorningar. Inga underarter finns listade i Catalogue of Life.